# Rézfarkú amazília
A rézfarkú amazília (Amazilia cupreicauda) a madarak osztályának sarlósfecske-alakúak (Apodiformes) rendjébe és a kolibrifélék (Trochilidae) családjába tartozó faj.

## Rendszerezés
Besorolása vitatott, szerzők a Saucerottia nembe sorolják Saucerottia cupreicauda néven, vagy a zöldhasú amazília (Amazilia viridigaster) alfajaként Amazilia viridigaster cupreicauda néven.

## Előfordulása
Brazília, Guyana, és Venezuela területén honos.

## Alfajai
- Amazilia cupreicauda cupreicauda Salvin & Godman, 1884
- Amazilia cupreicauda duidae (Chapman, 1929)
- Amazilia cupreicauda laireti (W. H. Phelps Jr & Aveledo, 1988)
- Amazilia cupreicauda pacaraimae (Weller, 2000)

## Külső hivatkozás
- Képek az interneten a fajról
- Ibc.lynxeds.com - videó a fajról
- Museum.lsu.edu - besorolása angol nyelvű